# 白斑鸚哥魚
白斑鸚嘴魚，又名汙點綠鸚嘴魚，俗名鸚哥、青衣，為輻鰭魚綱鱸形目隆頭魚亞目鸚哥魚科的其中一種。

## 分布
本魚分布於印度太平洋區，包括東非、紅海、波斯灣、模里西斯、馬爾地夫、印度、斯里蘭卡、安達曼群島、聖誕島、可可群島、馬來西亞、泰國、緬甸、中國、日本、台灣、越南、印尼、菲律賓、澳洲、薩摩亞群島、密克羅尼西亞、吉里巴斯、萬那杜等海域。

## 深度
水深3至50公尺。

## 特徵
本魚體延長而略側扁。初始型雌魚齒板粉紅色，體色暗褐色或具2列小斑，尾柄白色且具一黑斑；終期型雄魚齒板深綠色，體藍綠色，鱗片上具橙色垂直紋，尾鰭截形。背鰭硬棘9枚、背鰭軟條10枚、臀鰭硬棘3枚、臀鰭軟條9枚。體長可達40公分。

## 生態
本魚棲息在珊瑚礁區，每天日出集合出發至覓食場，傍晚再集合游回休息。幼魚和雌魚在初始階段會形成大群，在覓食地和夜間睡眠區域之間進行長距離移動。會吐黏液泡囊將自己裹住，以防敵人入侵，具性轉變。

## 經濟利用
中型食用魚類。可作成魚鬆，食用時可用紅燒或清蒸。另外可當成觀賞魚觀賞。